# Centraal-Athene
Centraal-Athene (Grieks: Κεντρικού Τομέα Αθηνών) is een periferie-district (perifereiaki enotita) in de Griekse regio Attica. Centraal-Athene had 1.029.520 inwoners (2011).
Het periferie-district beslaat het centrale deel van de agglomeratie Athene.

## Plaatsen
Het periferie-district is onderverdeeld in 8 gemeenten. Dit zijn (nummer zoals op de kaart in de infobox):
- Athene (Dimos Athinas, 1)
- Dafni-Ymittos (13)
- Filadelfeia-Chalkidona (32)
- Galatsi (11)
- Ilioupoli (16)
- Kaisariani (19)
- Vyronas (10)
- Zografou (15)